# Annica Hjerling
Annica Cecilia Hjerling, född Agardsson 2 maj 1965 i Magra församling, Älvsborgs län, är en svensk politiker (miljöpartist). Hon var riksdagsledamot (statsrådsersättare) 24 september 2018–21 januari 2019 för Stockholms läns valkrets.

## Karriär
Hjerling var kommunalråd i Haninge kommun fram till 13 februari 2017. Hon lämnade posten för att bli planeringschef i statsrådsberedningen.
Hjerling kandiderade i riksdagsvalet 2018 och blev ersättare. Hon var statsrådsersättare för Karolina Skog under perioden 24 september 2018–21 januari 2019, ett uppdrag som upphörde i samband med regeringsombildningen. I riksdagen var Hjerling ledamot i utrikesutskottet 2018–2019. Hon var även suppleant i försvarsutskottet, justitieutskottet och kulturutskottet. Hjerling avsade sig uppdraget som ersättare i riksdagen i december 2021.
I februari 2019 utsågs Hjerling till ledare för Miljöpartiets EU-valrörelse.